# Errementari: O Ferreiro e o Diabo
Errementari: El Herrero y el Diablo (br/pt: Errementari: O Ferreiro e o Diabo) é um filme espanhol de 2017, do gênero terror gótico e fantasia,  dirigido por Paul Urkijo, baseado em uma lenda do folclore basco registrada pelo antropólogo José Miguel de Barandiaran.
O filme conta a história de um ferreiro, Patxi (Kandido Uranga), que faz um pacto demoníaco para sobreviver à Primeira Guerra Carlista, mas, não conseguindo exatamente o que buscava, aprisiona o demônio Sartael (Eneko Sagardoy) em sua ferraria em um povoado em Álava. Os habitantes locais suspeitam das atividades do ferreiro, que está sendo investigado pelo oficial forasteiro Alfredo (Ramón Agirre). A situação se intensifica quando a jovem Usue (Uma Bracaglia) desaparece na ferraria.
Errementari estreou em 12 de outubro de 2017 no Festival de Cinema de Sitges, percorrendo alguns festivais antes de chegar aos cinemas em 3 de março de 2018. Conquistou oito prêmios, sendo ainda indicado a mais oito.

## Sinopse
O filme começa com um tenente liberal (Gorka Aguinagalde) encontrando um baú de ouro com um grupo de soldados carlistas bascos e ordenando o fuzilamento destes. O pelotão, contudo, não consegue matar o soldado Patxi (Kandido Uranga), que revida e mata os algozes com a ajuda de uma figura demoníaca, Sartael (Eneko Sagardoy).
Oito anos depois, Alfredo (Ramón Agirre) chega a um povoado em Álava e hospeda-se na pousada de Santi (Josean Bengoetxea), apresentando-se como um oficial do governo investigando um caso envolvendo Patxi, agora um ferreiro conhecido pelos locais como louco e pactuário do demônio, vivendo em uma ferraria protegida por cruzes e espinhos. Na igreja do vilarejo, o padre Mateo (José Ramón Argoitia) anuncia a chegada do oficial e se prepara para celebrar a missa, até que percebe que não há vinho, ao que se revela que a pequena Usue (Uma Bracaglia) o furtou para brincar de piquenique na floresta com sua boneca e uma cobra. O jovem Benito (Aitor Urtzelai) e seu amigo Faustino (Gotzon Sánchez) se aproximam, matam a cobra e iniciam um diálogo em que se revela que a mãe de Usue cometeu suicídio por enforcamento. Benito corta a cabeça da boneca e a atira para dentro da ferraria, ao que Patxi aparece e tem conflito físico com os garotos. Ao que eles retornam para a igreja sem Usue, é revelado que o padre Mateo é o guardião da mesma.
De volta à pousada, Alfredo encontra Santi e seus amigos vasculhando sua bagagem, que revela que Patxi teria em sua posse ouro doado pelo czar Nicolau I da Rússia, visto no início do filme. Alfredo convence três homens a entrarem na ferraria em troca de não os denunciar. Patxi os assusta, e, enquanto dois conseguem fugir, um tropeça em armadilhas e morre. Simultaneamente, Usue entra na ferraria e encontra uma criança trancada em uma gaiola, mas, ao libertá-la, descobre tratar-se do demônio Sartael disfarçado. Sartael tenta fugir, mas é capturado por uma armadilha e novamente engaiolado. Benito vê à distância Usue sendo carregada por Patxi e presume que ela foi sequestrada pelo ferreiro.
Segue-se na ferraria um diálogo em que é revelado que Patxi pactuara com Sartael para retornar vivo para sua casa e encontrar sua esposa, tendo sucesso nisto, mas descobrindo adultério. Patxi e Usue aproveitam para torturar o demônio, até que Alfredo e os homens do vilarejo conseguem finalmente invadir a casa, com o pressuposto do sumiço de Usue, alertados por Benito. Durante a invasão, o vilarejo descobre chocado a existência de Sartael, e o padre Mateo revela que a mãe de Usue era esposa de Patxi, mas casou-se com um forasteiro após presumir a morte de seu marido na guerra. Este, ao retornar, matou o pai de Usue em um acesso de ira, e, por consequência, a mãe da mesma cometeu suicídio.
Ainda na ferraria, Alfredo revela secretamente a Sartael tratar-se do demônio Alastor, mas diz que, como castigo, Sartael permanecerá preso, e prossegue para enforcar ali mesmo Patxi, a fim de levar sua alma para o inferno. Sartael, contudo, orienta Usue a torturar Alastor com um sino ungido, pelo que este revela parte de sua verdadeira forma, assustando seus empregados, que largam Patxi antes de este morrer sufocado. Alastor, contudo, aproveita-se da inocência de Usue para levá-la ao inferno atrás de sua mãe. Como resultado, Patxi assina novo pacto com Sartael, retornando ao inferno, aonde leva o sino da igreja (sendo revelado que este contém o ouro do czar) e um jarro de grão-de-bico, com o qual Usue consegue distrair os demônios com um truque. Patxi usa o grande sino para libertar Usue, Sartael sai do inferno com ela e diz que ela é uma santa, e, se os locais não a tratarem como tal, ele retornará para aterrorizá-los.
O filme termina com Sartael vertido em homem rumando para uma cidade próxima de carona em uma carroça, enquanto Patxi entra pelos portões do inferno para encontrar sua falecida esposa.

## Elenco
O elenco de Errementari conta com os seguintes principais autores, como grafados nos créditos finais e na ordem nestes apresentada:
- Kandido Uranga como Patxi
- Uma Bracaglia como Usue
- Eneko Sagardoy como Sartael
- Ramón Agirre como Alfredo
- Josean Bengoetxea como Santi
- Gotzon Sánchez como Faustino
- José Ramon Argoitia como Benito
- Gorka Aguinagalde como tenente
- Iñigo de la Iglesia como Miguel
- Aitor Urtzelai como Benito
- Maite Bastos como Blanca
- Itziar Ituño como Ana
- Zigor Bilbao como Nestor

## Produção
Errementari foi a primeira longa-metragem dirigida por Paul Urkijo, que se baseou na lenda basca de "Patxi, o ferreiro" (em basco:  "Patxi Errementaria"), datada de 1903 e registrada pelo antropólogo José Miguel de Barandiaran em Ataun, contando a história de um ferreiro cujos malfeitos assustavam mesmo os demônios, que o trancaram no inferno antes de este conseguir chegar ao céu. Ao longo dos sete anos de dedicação ao projeto, Urkijo encantou ao renomeado cineasta Álex de la Iglesia, que se decidiu por contribuir para a produção do filme. A obra conta com influências de terror, literatura gótica e fantasia, com elementos de humor negro e sincretismo de temas cristãos e pagãos.
O filme foi uma produção conjunta de espanhóis e franceses, com Luis de Oza, Carolina Bang, Gorka Gómez Andreu, Kiko Martínez, Miguel Ángel Jiménez, Ortzi Acosta Calvo e o próprio Paul Urkijo como principais coprodutores. O roteiro foi coescrito por Urkijo e Asier Gerrica Echeberria, e a direção de fotografia foi também de Gorka Andreu. O orçamento da produção foi de 2.9 milhões de euros, e todas as gravações, feitas nos estúdios da Pokeepsie Films, duraram apenas sete semanas, números que Urkijo julgou como limitados, mas bem aproveitados.
Errementari foi exibido ao público pela primeira vez em 12 de outubro de 2017, no Festival de Cinema de Sitges. No dia 28 do mesmo mês, apresentou-se na 28ª edição do Festival Internacional de Cinema de San Sebastián, onde recebeu o prêmio de melhor filme durante a semana de fantasia. Em 3 de março de 2018, um dia após a data originalmente planejada, o filme finalmente estreou nos cinemas.

### Linguagem
A diversidade de variedades da língua basca foi usada em favor da ambientação do filme. Para imersão histórica, o diálogo da maioria dos personagens foi inteiramente gravado em um dialeto obscuro e extinto da língua, como seria falado em Álava no século XIX, reconstruído por iniciativa de Urkijo com a assistência de linguistas como Koldo Zuazo, mas adaptado aos limites do compreensível para falantes modernos do idioma. O narrador do filme, contudo, que se revela no fim como o cocheiro que dá carona a Sartael, fala inteiramente no dialeto de Ataun, em tributo à localidade na qual se recuperou a lenda e onde nasceu Barandiaran, enquanto os demônios e Alfredo, por sua vez, para maior tom de formalidade, falam no euskara batua, norma culta do basco.

## Prêmios e indicações
- Vencedor na categoria de melhor longa-metragem da semana de fantasia na 28ª edição do Festival Internacional de Cinema de San Sebastián (2017)[10]
- Vencedor nas indicações de audiência e Vicious Cat de melhor longa-metragem na 14ª edição do Festival Grossmann de Filme Fantástico e Vinho[12]
- Indicado na categoria de melhor longa de terror europeia no Festival Internacional de Cinema de Terror de Lisboa (2018)[13]
- Vencedor nas categorias de melhor longa-metragem, melhor diretor (Paul Urkijo), melhor ator secundário (Eneko Sagardoy), melhor vestuário (Nerea Torrijos) e melhor maquiagem (Pedro Rodríguez) e indicado às categorias de melhor roteiro (Paul Urkijo e Asier Gerrica Echeberria), melhor distribuição de elenco, melhor cinematografia, melhor som, melhor trilha sonora, melhor direção artística e melhores efeitos visuais no Film Quest, em Provo, Estados Unidos (2018)[11]